# Wilhelm von Bernewitz
Karl Heinrich Friedrich Wilhelm Freiherr von Bernewitz (* 10. Oktober 1808 in Braunschweig; † 15. Dezember 1878 ebenda) war ein braunschweigischer Generalmajor und Kammerherr.

## Familie
Von Bernewitz war der jüngste Sohn des braunschweigischen Generalleutnants Johann Heinrich Carl von Bernewitz (2. Dezember 1754 – 22. Dezember 1821) und dessen Frau Franziska (geborene von Bodenstaff; 1773–1846). Seine älteren Brüder waren Ernst August Wilhelm (1798–1851), Adolf Wilhelm Ferdinand (18. Februar 1802 – 21. Januar 1859) und Ludwig Hermann Alexander (25. September 1804 – 11. September 1847).
Er heiratete am 30. Juni 1835 Auguste Bosse (* 24. Mai 1815; † 8. August 1880). Das Paar hatte einen Sohn:
- Carl Emils Wilhelm Arthur von Bernewitz (* 16. Februar 1842; † 14. Mai 1920), späterer preußischer Generalmajor und Rechtsritter des Johanniterordens ⚭ 10. September 1865 mit Helene Wrede (* 2. April 1847; † 8. Januar 1923). Aus dieser Ehe gingen zwei Töchter und zwei Söhne hervor.

## Militärlaufbahn
Am 7. März 1825 trat er als Kadett in den militärischen Dienst ein. Am 1. Mai 1826 wurde er zum Portepee-Fähnrich des Garde-Grenadier-Bataillons und am 2. Mai 1827 zum Fähnrich ernannt. Er wechselte am 24. Mai ins 2. Linien-Infanterie-Regiment. Am 29. September 1830 wurde er zum Unterleutnant befördert und kam am 21. Oktober zum 2. Bataillon, wo er am 12. Februar 1834 Premierleutnant und am 28. Oktober 1835 Bataillonsadjutant wurde. Bernewitz wurde am 29. September 1841 Hauptmann im 3. Bataillon und am 15. Oktober 1843 Chef der 4. Kompanie im 1. Bataillons. In den Jahren 1848/49 nahm er am Krieg gegen Dänemark teil. Am 15. Februar 1851 wurde Bernewitz zum Major befördert und zunächst Kommandeur des 1. Landwehr-Bataillons, dann am 23. April 1852 Kommandeur des Leib-Bataillons und schließlich am 16. Februar 1855 des Braunschweigischen Infanterie-Regiments. Hier wurde er kurz darauf am 19. März zum Oberstleutnant befördert. Seit dem 23. April 1856 war er zudem Kammerherr und erhielt im September des Jahres den Charakter als Oberst. Das Patent zu seinem Dienstgrad erhielt er am 25. April 1858. Ab dem 12. Dezember 1861 war er Generalmajor und Brigadekommandanten und trat am 3. Oktober 1867 in den Ruhestand.